# Gustaf Josefsson
Karl Gustaf Ragnvald Josefsson (ur. 16 lutego 1916 w Sztokholmie, zm. 16 kwietnia 1983 w Enskede) – piłkarz szwedzki grający na pozycji napastnika. W swojej karierze rozegrał 10 meczów i strzelił 3 gole w reprezentacji Szwecji.

## Kariera klubowa
W swojej karierze piłkarskiej Josefsson grał w klubie AIK Fotboll.

## Kariera reprezentacyjna
W reprezentacji Szwecji Josefsson zadebiutował 14 czerwca 1936 w przegranym 3:4 meczu Mistrzostw Nordyckich 1933/1936 z Danią, rozegranym w Kopenhadze. W debiucie zdobył gola. W 1936 roku był w kadrze Szwecji na igrzyskach olimpijskich w Berlinie. Od 1946 do 1937 roku rozegrał w kadrze narodowej 10 spotkań i zdobył w nich 3 bramki.